# 傅嘏
傅嘏（209年—255年），字蘭石，一說字昭先，北地郡泥陽縣人。傅介子之後，傅巽之侄。三國時曹魏官員，曾輔助司馬師及司馬昭兄弟。少有才名，于黃初年間作《皇初頌》、《請立貴嬪為皇后表》。

## 生平
傅嘏弱冠時已知名于世，被司空陳群辟為掾。何晏、鄧颺和夏侯玄都有名聲，想和他結交，但傅嘏都拒絕，好友荀粲覺得很奇怪，認為大家都是當時的俊傑賢者，應當交好以利國家；傅嘏則稱三人德行敗壞，日後必定會失敗，不應親近以免日後受到牽連。
正始年間，曾任尚書郎和黃門侍郎。當時輔政大臣曹爽專政，任用何晏為吏部尚書，傅嘏於是找曹爽的弟弟曹羲，指何晏迷惑曹爽兄弟，令他們疏遠賢人，朝政敗壞，勸他們遠離何晏。何晏知道後大為不滿，於是與傅嘏不和，更因小事而罷免傅嘏，讓他出任滎陽太守。太傅司馬懿此時請傅嘏為從事中郎。正始十年（249年），司馬懿發動高平陵政變，罷免並誅殺曹爽，傅嘏轉任河南尹，後遷尚書。
嘉平四年（252年），東吳大帝孫權逝世，征南大將軍王昶、征東將軍胡遵和鎮南將軍毌丘儉都上表伐吳，但三人計劃都不一，於是下詔詢問傅嘏意見。傅嘏則反對發動戰爭，反而建議七項措施去消耗對方力量，等待時機一舉發兵滅國。但最終都沒有採納，同年冬天王昶等領兵征伐東吳，被東吳太傅諸葛恪在東關擊敗。诸葛恪北伐合肥时中判断诸葛恪不敢大军直接渡河渡海遥攻，青徐二州全力支援合肥之守。後來獲賜爵關內侯。
正元元年（254年），司馬師廢齊王曹芳後立曹髦為帝，傅嘏獲封武鄉亭侯。次年春季，毌丘儉和文欽在壽春討伐司馬師，當時司馬師剛割了眼瘤，朝臣都認為司馬師可派將領討伐，毋須親身領軍，但傅嘏、王肅和鍾會都勸司馬師親率軍隊攻擊，傅嘏又說：「淮、楚兵勁，而儉等負力遠鬥，其鋒未當也。若諸將戰有利，大勢一失，則公事敗了。（江淮的兵眾戰鬥力高，而今毌丘儉等人帶領他們遠道進討，實在難以抵擋。若果諸將有所失利，大勢一失，你就很可能會被推翻了。）」司馬師於是決意親征，傅嘏等亦隨軍。及後平定叛亂，傅嘏都有獻謀。但戰時司馬師病情惡化，一眼突出，曾有意將朝政大權交給傅嘏，但傅嘏不敢接受。戰後司馬師就旋即逝世，鍾會於是與傅嘏合謀，秘不發喪，傅嘏領軍回師，並以司馬師之名命令司馬昭到許昌，然後一起回洛陽，並讓他進為大將軍錄尚書事，接替司馬師獨攬朝政。傅嘏因功進封陽鄉侯，食邑增至一千二百戶。同年傅嘏逝世，享年四十七歲。追贈太常，諡元侯。

## 家庭

### 祖父
- 傅睿，東漢代郡太守。

### 父輩
- 傅充，一作傅允，傅嘏父親，東漢黃門侍郎。
- 傅巽，傅嘏伯父，曹魏侍中尚書。

### 夫人
- 鮑氏[6]

### 兄弟
- 傅松[7]

### 子
- 傅某，有子东明亭侯傅隽
- 傅祗，嗣子，咸熙年間建五等爵，改封為涇原子。西晉司徒。

### 孫
- 傅宣，字世弘，（又字世和[8]）傅祗子，晉御史中丞。
- 傅暢，傅宣弟，晉秘書丞，著《晉諸公贊》及《公卿禮秩故事》。

## 延伸阅读
[在维基数据编辑]
 《三國志·卷21》，出自陳壽《三國志》